# Heinrich Eyth (Manager)
Heinrich Eyth (* 26. September 1882 in Böckingen; † im Januar 1964) war ein deutscher Wirtschaftsmanager.

## Leben
Eyth war fast drei Jahrzehnte Werksleiter der Contessa-Nettel Werke in Stuttgart, die seit der Fusion 1926 zur Zeiss Ikon AG gehörten. 1938/41 war er an einem Patent von Zeiss Ikon für Photoapparate beteiligt. Nach dem Zweiten Weltkrieg war er Direktor und Vorstandsmitglied bei der Zeiss Ikon AG in Stuttgart. 1955 trat er in den Ruhestand.

## Ehrungen
- Ehrensenator der TH Stuttgart[4]
- 1952: Großes Verdienstkreuz der Bundesrepublik Deutschland